# クリス・ヒューリッヒ
クリス・ヒューリッヒ（Chris Führich, 1998年1月9日 - ）は、ドイツ・ノルトライン＝ヴェストファーレン州カシュトロップ＝ラウクセル出身のサッカー選手。ブンデスリーガ・VfBシュトゥットガルト所属。ドイツ代表。ポジションはMF。

## クラブ経歴
ユース時代はノルトライン＝ヴェストファーレン州のあらゆるチームのユースチームを渡り歩き、2017年に1.FCケルンと契約。チームIIで成績を残し、12月にトップチームに昇格。16日のVfLヴォルフスブルク戦でブンデスリーガ初出場。ケルンでのトップチーム出場は2試合に終わったものの、チームIIでは計64試合で7ゴールを記録。2019年にボルシア・ドルトムントに移籍。2019-20シーズンはチームIIで24試合8ゴールを記録。2020-21シーズンはSCパーダーボルン07にローン移籍でプレー。2部リーグながら自己最多の13ゴールを決めた。
2021年7月19日、VfBシュトゥットガルトと4年契約を締結したことが発表された。

## 代表経歴
2023年10月15日、アメリカ合衆国代表との親善試合にて、81分にジャマル・ムシアラとの途中交代でドイツ代表デビューを果たした。
2024年、UEFA EURO 2024 に選出